# Michael Pienaar
Pour les articles homonymes, voir Pienaar.
Michael Pienaar, né le 10 janvier 1978 à Windhoek,,, est un footballeur namibien.
Il a participé à la Coupe d'Afrique des nations 2008 avec l'équipe de Namibie.

## Carrière
- 1999-2008 : Ramblers ( Namibie)